# FNRS-3
FNRS-3 — второй в мире батискаф. Первый в мире успешный и надёжный батискаф, который совершил десятки глубоководных погружений и обеспечил проведение множества научных исследований. Был в составе Военно-морских сил (ВМС) Франции с 1953 года.

## История
Первый в мире батискаф FNRS-2 был экспериментальным и совершил только два погружения. Судно также имело серьёзные конструктивные недостатки. После того как в 1948 году FNRS-2 был повреждён при буксировке в штормовую погоду, Бельгийский Национальный Фонд Научных Исследований (Fonds National de la Recherche Scientifique, FNRS) отказался от финансирования доработки батискафа. В 1950 году было подписано соглашение с ВМС Франции, которые обязались построить новый батискаф на основе гондолы FNRS-2, и становились его собственником после трёх успешных погружений. Разработку батискафа FNRS-3 возглавил инженер Корабельного корпуса Гемп, а Огюст Пикар и Макс Козинс были приглашены в качестве научно-технических консультантов. В 1951 году командиром строящегося судна был назначен Жорж Уо.
В 1952 году Пикар принял предложение возглавить строительство нового итальянского батискафа «Триест», и дальнейшая разработка FNRS-3 велась инженерами Корабельного корпуса Тулонского арсенала самостоятельно. Вскоре Гемпа перевели в Индокитай, и проектирование батискафа возглавил Пьер Вильм.
3 июня 1953 года батискаф был спущен на воду и 19 июня сделал первое пробное погружение на глубину 28 м. После ряда контрольных погружений, как успешных, так и неудачных (перегорали электрические предохранители, сбрасывались аккумуляторы и балласт, батискаф аварийно всплывал) 24 сентября представители Бельгии официально передали аппарат ВМС Франции.
15 февраля 1954 года FNRS-3 погрузился на глубину 4050 м близ Дакара, побив рекорд Пикара 1953 года, установленный при погружении батискафа «Триест» на глубину 900 м. Этот рекорд продержался до 1959 года, пока «Триест» не совершил рекордное погружение в Марианской впадине на глубину 10 919 м.
В 1954 году было совершено 10 погружений на глубину до 2300 м, с 1955 по 1957 год батискаф совершил 27 научных погружений в Средиземном море и в Атлантическом океане. В 1958 году батискаф был арендован Японией, японские учёные погружались у северо-восточной части острова Хонсю.
В 1961 году на смену FNRS-3 пришёл батискаф «Архимед».
После выработки ресурса (металл гондолы «устал») FNRS-3 был установлен как корабль-памятник в Тулоне.

## Конструкция
| 1 — нос 2 и 6 — цистерны водяного балласта 3 — открытая рубка 4 — палубный люк 5 — заполняемая водой шахта 7 — корма 8 и 18 — отсеки, заполненные бензином 9 и 14 — аварийный балласт | 10 — «вестибюль» 11 — люк в гондолу (с иллюминатором) 12 — «клетка» 13 — гондола 15 — бункеры с «дробью» 16 — иллюминатор 17 — прожектор 19 — компенсирующий отсек 20 — гайдроп |

### Поплавок

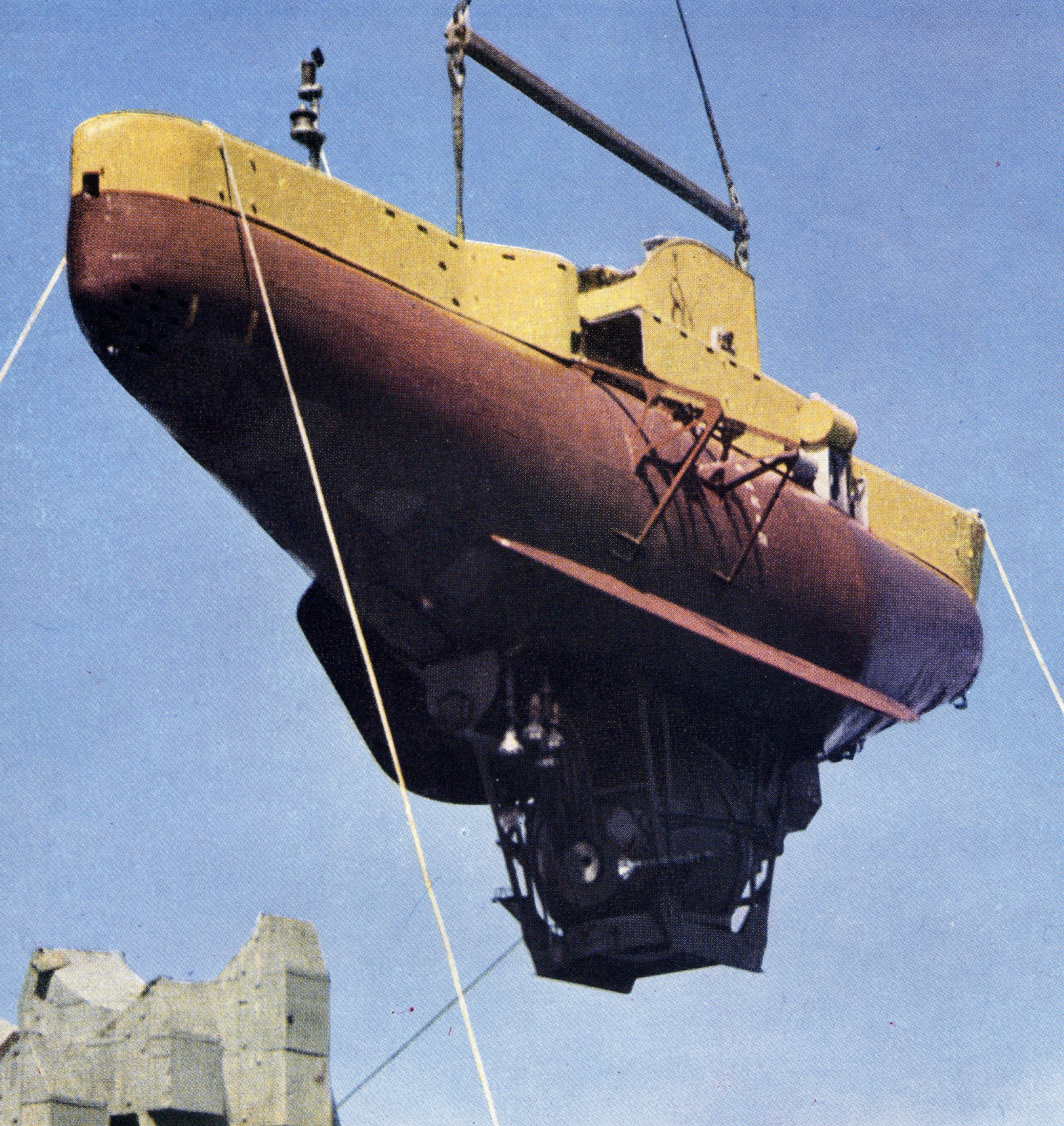
FNRS-3, спуск на воду

Батискаф FNRS-3, в отличие от FNRS-2, имеет выраженные нос и корму.
Корпус поплавка состоит из судового набора и обшит стальными листами толщиной около 5 мм. В корпусе расположены две группы (носовая и кормовая) отсеков с бензином (бензин имеет плотность около 700 кг/м3, морская вода имеет плотность около 1030 кг/м3). Бензин и морская вода не сообщаются друг с другом, потому что разделены перегородкой типа сильфона, давление океанских глубин передаётся на бензин. Эластичная перегородка позволяет бензину сжиматься на глубине, таким образом, металл поплавка батискафа испытывает только механические нагрузки при движении судна, гидростатическое давление внутри и снаружи поплавка полностью компенсировано. Центральный отсек — компенсирующий, частично (сверху) заполненный бензином и частично (снизу) заполненный морской водой (вода и бензин не смешиваются друг с другом). Часть бензина для уменьшения плавучести может быть выпущена за борт, его место занимает вода. Под верхней палубой находятся цистерны водяного балласта, затапливаемые при погружении, в подводном положении они свободно сообщаются с забортной водой.
Для уменьшения бортовой качки при плавании на поверхности по обоим бортам поплавка в нижней его части установлены боковые кили.
С верхней палубы в гондолу ведёт шахта с трапом, соединённая с гондолой «вестибюлем», который обеспечивает герметичное прилегание гондолы к шахте, компенсируя подвижность гондолы на больших глубинах. Верхний люк шахты окружает открытая рубка. При погружении шахта затапливается, в подводном положении свободно сообщается с забортной водой.
На рубке батискафа установлена мачта с радиоантенной, навигационными огнями и уголковым отражателем, облегчающим поиск всплывшего судна радиолокаторами кораблей сопровождения. На верхней палубе на отдельной мачте установлен магнитный компас, показания которого воспроизводятся в гондоле электрическим указателем.

### Гондола

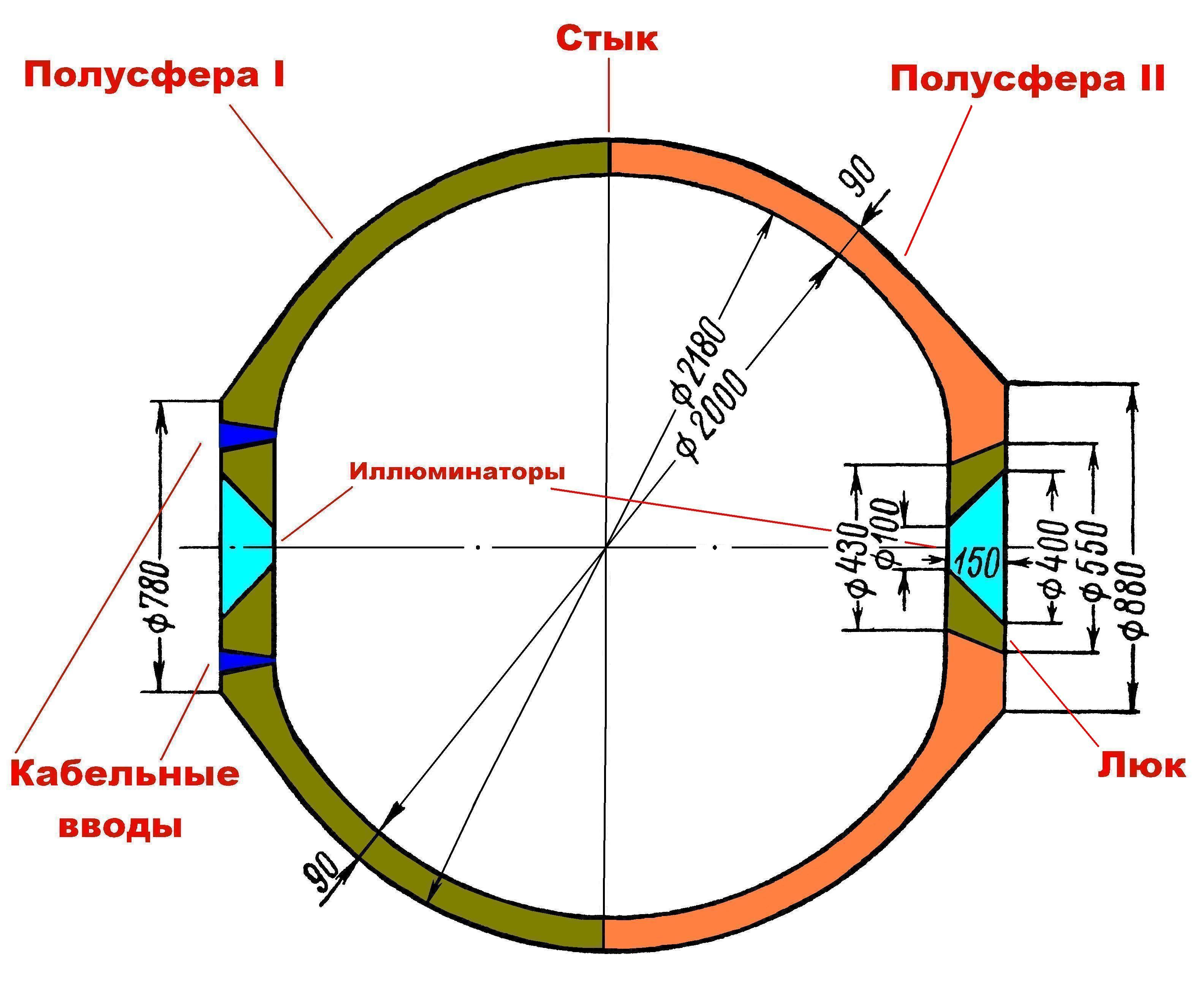
Гондола батискафа FNRS-3

Под днищем поплавка в специальной «клетке» находится гондола (прочный корпус). Гондола состоит из двух полусфер. Каждая полусфера отлита, прокована и обработана на прецизионном токарном карусельном станке. Особенно тщательно обработан стык, отверстия люка, иллюминаторов и кабельных вводов. Полусферы склеены между собой эпоксидной смолой и стянуты стальными лентами. Шарообразная форма связана с тем, что шар имеет наибольший объём при наименьшей площади поверхности. Полая сфера при равной толщине стенок (в сравнении, например, с параллелепипедом или цилиндром равного объёма) будет иметь меньшую массу. Также сфера обладает абсолютной симметрией, для сферического прочного корпуса легче всего сделать инженерные расчёты.
Так как на больших глубинах огромное давление воды сжимает гондолу, её наружный и внутренний диаметр несколько уменьшается. Поэтому гондола крепится к «клетке» поплавка стальными лентами, допускающими некоторое смещение. Вся аппаратура внутри гондолы не прикреплена к стенкам, а смонтирована на раме, позволяющей стенкам беспрепятственно сближаться.
В гондолу ведёт запирающийся на болты люк в форме усечённого конуса, наружный диаметр 550 мм, внутренний диаметр 430 мм, толщина 150 мм. В люк встроен иллюминатор, через него экипаж наблюдает, вытеснена ли вода из шахты перед открыванием входного люка. Второй иллюминатор расположен симметрично первому. Иллюминаторы изготовлены из плексигласа, имеют форму усечённого конуса, малым основанием направленным внутрь, наружный диаметр 400 мм, внутренний диаметр 100 мм, толщина 150 мм. Отверстия для кабельных вводов также имеют форму усечённого конуса. Электрические кабели впаяны в пластмассовые конические пробки. Таким образом, чем больше забортное давление воды, тем сильнее люк, иллюминаторы и пробки электрических кабелей вжимаются в свои гнёзда.
В гондоле находятся баллоны с сжатым кислородом, приборы системы жизнеобеспечения и управления, научные приборы, приборы связи, аварийные аккумуляторы и места для двух членов экипажа.

### Балласт
Скорость спуска и подъём батискафа на поверхность регулируется сбрасыванием основного балласта в виде стальной или чугунной дроби, находящейся в двух воронкообразных бункерах. В самом узком месте воронки расположены электромагниты. При протекании электрического тока под действием магнитного поля дробь как бы «затвердевает», при отключении тока она высыпается. Бункеры находятся над гондолой, высыпающаяся дробь щёлкает по прочному корпусу, и экипаж контролирует сброс балласта на слух. К нижней части корпуса поплавка подвешены на раскрывающихся замках две группы аварийного балласта. От раскрытия замки удерживаются электромагнитами, для сброса аварийного балласта достаточно отключить электрический ток. Таким образом, при разрядке аккумуляторов автоматически происходит сброс всего балласта, и батискаф начинает подъём на поверхность.

### Питание и движение
Электропитание батискафа — от двух групп аккумуляторов, установленных в боковых нишах поплавка. Аккумуляторные банки окружены изолирующей жидкостью, на которую через мембрану передаётся давление забортной воды, поэтому аккумуляторы не разрушаются на глубине. Аккумуляторы можно сбросить, отключив ток в электромагнитах замков. На фотографиях видны направляющие, по которым батареи сбрасывались за борт. Если аккумуляторы разряжались — автоматически происходил сброс и батискаф начинал подъём на поверхность.
Движение батискафу сообщают два электромотора, движители — гребные винты. Электродвигатели защищены таким же способом, как и аккумуляторные батареи. Руль у батискафа отсутствует, поворот — включением только одного двигателя, разворот почти на месте — работой двигателей в разные стороны (враздрай). В подводном положении батискаф движется кормой вперёд.
К «клетке» гондолы прикреплены приборы освещения и гайдроп — якорная цепь (на FNRS-2 использовался расплетённый стальной канат). Когда батискаф приближается к морскому дну, нижний свободно свисающий конец гайдропа ложится на дно, часть его веса снимается с корпуса батискафа, плавучесть становится нулевой, и подводный аппарат неподвижно зависает на некотором расстоянии от дна. По мере охлаждения и сжатия бензина подъёмная сила поплавка уменьшается, и равновесие достигается при большей доле гайдропа, лежащей на дне, без необходимости постоянно сбрасывать балласт. При необходимости аварийного всплытия гайдроп также можно было сбросить (замки с электромагнитами).

## Технические характеристики батискафа FNRS-3
- Диаметр гондолы:
  - наружный 2180 мм;
  - внутренний 2000 мм;
  - толщина стенок 90 мм.
- Ёмкость поплавка — 78 000 литров бензина.
- Вес гондолы в воздухе — 10 тонн.
- Вес гондолы в воде — 5 тонн.
- Экипаж батискафа — 2 человека.
- Расчётная глубина погружения — до 4000 м.

## Погружение и всплытие
Если погружение совершалось недалеко от морского порта, FNRS-3 готовился к погружению в гавани, затем буксировался судном обеспечения. Если погружение совершалось далеко от порта, батискаф доставлялся в трюме судна-носителя и судовым краном спускался на воду.
- Отсеки поплавка заполняются бензином, балластные бункеры — дробью.
- Экипаж доставлялся на борт батискафа на надувной лодке, занимал место в гондоле, закрывал люк. Сопровождающие аквалангисты закрывали входной люк в шахту, отсоединяли электрический кабель, открывали клапаны шахты и цистерн водяного балласта. Батискаф начинал спуск, водолазы должны были сопровождать его примерно до глубины 40 метров.
- Так как на большой глубине бензин сжимается в большей степени, чем вода, плавучесть уменьшается и скорость спуска растёт. Для поддержания постоянной скорости спуска экипаж должен дозированно сбрасывать балласт. Если батискаф входил в слой воды с высокой плотностью, он «зависал», чтобы продолжить спуск, нужно было выпустить часть бензина из компенсирующего отсека.
- По достижении нужной глубины часть балласта сбрасывалась, батискаф «зависал» в толще воды.
- Сбрасывался весь балласт, батискаф начинал подъём. Все корабли сопровождения, получив сообщение о подъёме, обязаны были отойти от предполагаемого места всплытия, чтобы избежать случайного столкновения.
- На поверхности экипаж или встречающие аквалангисты продували сжатым воздухом шахту и цистерны водяного балласта, открывались люки, экипаж эвакуировался на корабль сопровождения.
- Батискаф или буксировался обратно в порт, или бензин перекачивали в цистерны судна-носителя, поднимали батискаф из воды и ставили в трюм.